# Negru Vodă
Negru Vodă város Constanța megyében, Dobrudzsában, Romániában. Nevének jelentése: fekete vajda. A hozzá tartozó települések: Darabani, Grăniceru és Vâlcelele.

## Fekvése
Ötvenöt kilométerre délnyugatra található a megyeszékhelytől, Konstancától, a bolgár–román határ közelében.

## Története
1715-ben alapították török telepesek. A település török neve Karaömer, románul Cara Omer volt, egészen 1926-ig, amikor mai nevét kapta. 1989-ben városi rangra emelték.

## Lakossága
| 1992 | 2002 |
| 5458 | 5552 |

A nemzetiségi megoszlás a következő:
| 2002      | 2002 | 2002   |
| --------- | ---- | ------ |
| Románok   | 5404 | 97,33% |
| Törökök   | 73   | 1,31%  |
| Tatárok   | 63   | 1,13%  |
| Romák     | 6    | 0,10%  |
| Magyarok  | 3    | 0,05%  |
| Lipovánok | 1    | 0,01%  |
| Németek   | 1    | 0,01%  |
| Görögök   | 1    | 0,01%  |
| Összesen  | 5552 | 100,0% |

## Híres emberek
- Alexandru Clenciu (Negru Vodă, 1913. december 9. – 2000. július 25.): karikaturista.

## Külső hivatkozások
- A város honlapja
- Dobrudzsa településeinek török nevei
- 2002-es népszámlálási adatok